# Narciso López (Fußballspieler)
Narciso López (* 18. August 1928 in Chapulimita, Jalisco; † Januar 1988 in Guadalajara, Jalisco), auch bekannt unter dem Spitznamen El Chicho, war ein mexikanischer Fußballspieler, der in der Verteidigung agierte. Als aktiver Profispieler stand er ausschließlich bei Vereinen seiner Wahlheimat Guadalajara unter Vertrag.

## Biografie
„El Chicho“ López begann seine Profikarriere 1948 beim CD Oro, für den er fast ein Jahrzehnt spielte, bevor er zum Stadtrivalen CD Guadalajara wechselte, mit dem er die Meisterschaft in den Spielzeiten 1958/59 und 1959/60 gewann. Nach diesen Erfolgen wechselte er zum „Nachbarn“ CD Nacional, bei dem er seine aktive Karriere 1963 ausklingen ließ.
Zwischen seinem Länderspieldebüt am 27. Dezember 1953 gegen Haiti (4:0) und seinem letzten Spiel am 17. März 1956 gegen Chile (2:1) brachte López es auch zu insgesamt zehn Einsätzen für die mexikanische Nationalmannschaft. Höhepunkt seiner Länderspielkarriere war die Teilnahme an der Fußball-Weltmeisterschaft 1954, bei der er beide Spiele gegen Brasilien (0:5) und Frankreich (2:3) absolvierte.
Gemäß Angabe in der spanischsprachigen Wikipedia verstarb Narciso López im Januar 1988.

## Erfolge
- Mexikanischer Meister: 1959 und 1960